# دادگاه نظامی بیلی میچل
دادگاه نظامی بیلی میچل (انگلیسی: The Court-Martial of Billy Mitchell) فیلمی در ژانر زندگینامه‌ای و درام به کارگردانی اتو پرمینجر است که در سال ۱۹۵۵ منتشر شد.

## بازیگران
- گری کوپر
- چارلز بیکفورد
- رالف بلامی
- راد استایگر
- الیزابت مونت‌گومری
- پیتر گریوز
- فرد کلارک
- جک لرد
- جیمز دالی
- درن مک‌گون
- چارلز دینگل
- ایان ولف
- ویلیام «بیل» هنری